# Jaden Michael
Jaden Michael, född 5 oktober 2003 i New York, är en amerikansk skådespelare.
Michael har bland annat medverkat i TV-serierna Colin in Black & White och Harlan Coben's Shelter. Han har även medverkat i filmen Vampires vs. The Bronx.

## Filmografi (i urval)
- 2020 – Vampires vs. the Bronx
- 2021 – Colin in Black & White (TV-serie)
- 2023 – Harlan Coben's Shelter (TV-serie)